# Aksak
Aksak, que significa "cojo" en turco, es un patrón rítmico o pie métrico propio de la música tradicional de los Balcanes, Turquía, Irán y Afganistán, que se caracteriza por la amalgama de compases de subdivisión binaria y ternaria, como por ejemplo 3/4 + 3/8 o 2/8 + 6/8. Comenzó a usarse en la música occidental a en el siglo XX principalmente de la mano de Stravinsky y de Bartók, quien lo denominó "ritmo búlgaro". 
Las amalgamas de compases de subdivisión binaria y ternaria similares al aksak son propias de la música andaluza, particularmente abundantes en el género flamenco.
- Datos: Q2829148